# Gwiazda Górnośląska
Gwiazda Górnośląska – polskie odznaczenie wojskowe ustanowione w 1925 roku dla powstańców śląskich.

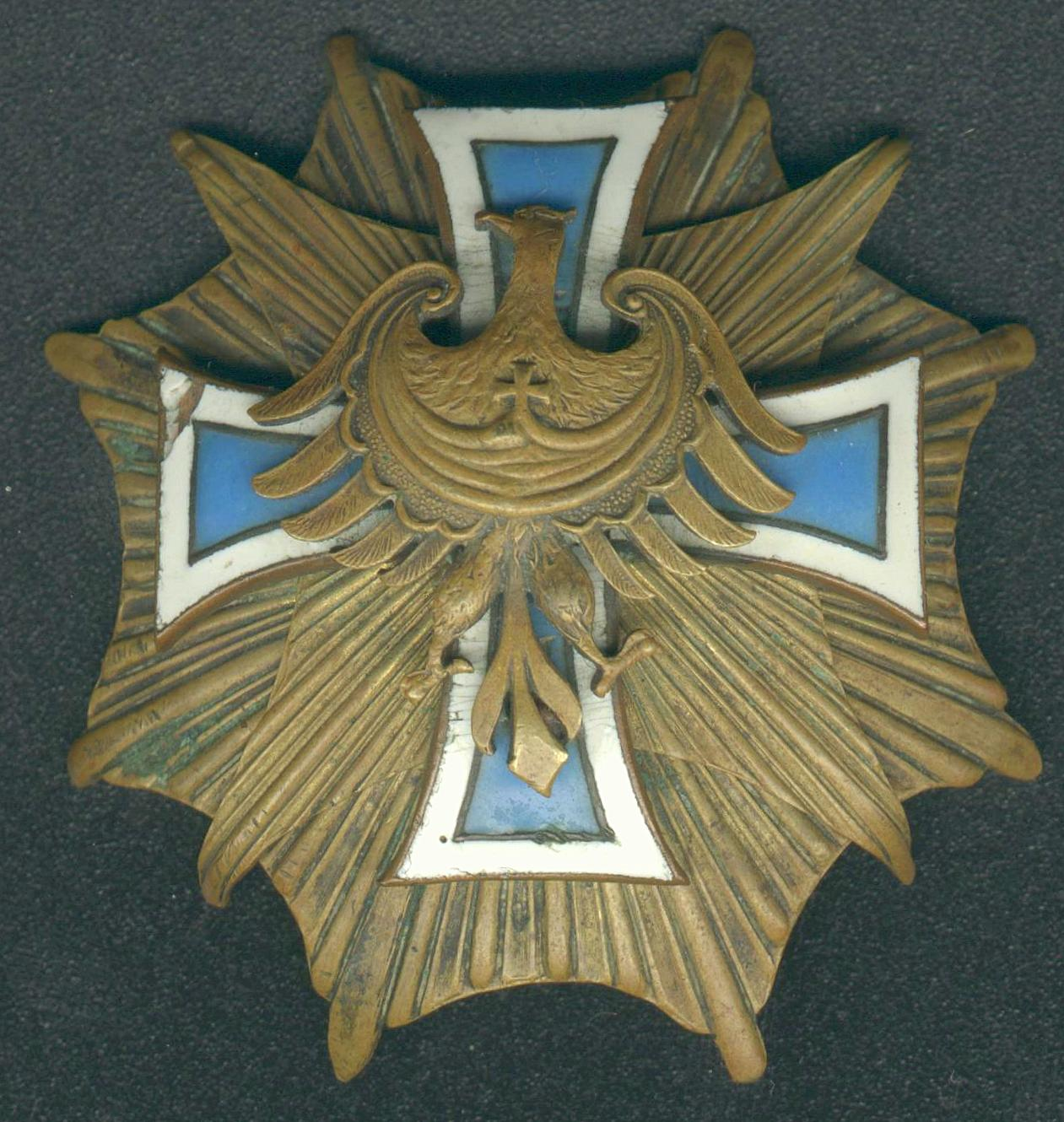
Gwiazda Górnośląska

## Nadawanie odznaczenia
Odznaczenie zostało zatwierdzone rozkazem Ministra Spraw Wojskowych w 1925 roku "w dowód uznania zasług położonych w walkach o wieczyste prawa Śląska piastowskiego". Kapituła odznaczenia mieściła się w Warszawie, a następnie została przeniesiona do Katowic. Początkowo kapitule przewodniczył Marian Wojtkiewicz. Kolejnym przewodniczącym był Rudolf Kornke. W roku 1945 Związek Weteranów Powstań Śląskich przyznał kilka Gwiazd Górnośląskich w nieco zmienionym kształcie do opisanego poniżej.

## Opis odznaki
Odznakę stanowi posrebrzana ośmiokątna gwiazda z nałożoną pozłacaną czteroramienną gwiazdą. Na gwiazdach umieszczony jest krzyż pokryty niebiesko-białą emalią. Natomiast na krzyż nałożony jest posrebrzany orzeł śląski.
Gwiazda Górnośląska była wykonywana w wielu zakładach, m.in. w Sosnowieckiej Fabryce Galanterii Metalowej w Sosnowcu.
Odznaczenie było przyznawane w dwóch wersjach:
- Duża
- Mała

Wraz z odznaczeniem był wręczany dyplom oraz legitymacja.